# Токугава Ијејоши
Токугава Ијејоши (јап. 徳川 家慶 "Tokugawa Ieyoshi"; 22. јун 1793 — Едо, 27. јул 1853) био је дванаести шогун Токугава шогуната у Јапану.

## Биографија
Ијејоши је био други син једанаестог шогуна Токугаве Ијенарија, поставши његов наследник након смрти свог старијег брата Такечија. Са својих 45 година, (2. септембра 1837) коначно постаје шогун након што се његов отац повукао са те позиције. Међутим упркос повлачењу Ијенари је и даље био веома утицајан, управљајући пословима из позадине па тек након његове смрти саветник (роџу) Мизуно Такакуни успева да преузме контролу и донесе нове реформе блажећи последице велике глади у земљи које су настале због поплава и лошег времена (период 1832—1836).
Ове политичке одлуке, назване Тенпо реформе, донете су у покушају да се стабилизује економија пропагирањем штедљивости, једноставности и дисциплине која јесте обележила Едо период али је то углавном урађено кроз забране већине облика забаве и истицања богатства. 
Други део реформи који се тицао даимјоа била је „Агечи-реи“, донета 1843. која је захтевала да феудални господари који се налазе у близини града Едо и Осака предају своје поседе за исту количину земље негде даље у Јапану у види проширења шогуног утицаја на даља стратешка битна места. Ова одлука била је изузетно непопоуларна међу даимјоима као и темпо реформе међу обичним људима.
Ситуација се додатно закомпликује као у мају 1844. долази до пожара у замку Едо па се саветник Мизуно Тадакуни који је био десна рука шогуна повлачи. Као замена ускаче троје људи Дои Јошицура, Абе Масахиро и Цуцуи Масанори као нови шогунови роџу-и.
Када је адмирал Метју Пери стигао 3. јуна 1853. у Јапан са задатком да отвори њене границе са Западом Ијејоши је био већ увелико болестан и неспособан за бављење проблемом. Ијејоши умире 22. јуна 1853. у својој 60 години пре него што је споразум са Америком постигнут. Смтра се да је умро од последица проузроковане сунчаницом а након њега трон наслеђује трећи син Токугава Ијесада. Исте године посредством роџу-а шогунат потписује Споразум у Канагави која обележава крај јапанске изолационе политике.
Гроб Токугаве Ијејошија налази се у породичном маузолеју у храму „Зоџо-џи“ у области Шиби у Токију.

## Породица
Ијејошијева супруга била је принцеза Такако (1795-1840), шеста ћерка принца Арисугаве Орихита. Када је имала само десет година преселила се у замак Едо 1804. године где су се званично венчали. Родила му је сина Такечија а затим и две ћерке током 1815. и 1816. године. Осим њих Ијејоши је имао још 13 синова и 11 ћерки са разним конкубинама али је само један син, Токугава Ијесада, успео да доживи двадесет година.

## Битни догађаји током Ијејошијеве владавине
- 1837 (Tenpō 7): Токугава Ијејоши постаје дванаести шогун Токугава шогуната.[1]
- 1845 (Kōka 1): Име ере се мења услед ватре која скоро уништила замак Едо.
- 1847 (Kōka 4): Велики земљотрес причињава велику штету у области Шинано и око ње.
- 1853 (Kaei 1): Цар Комеи постаје 121 цар Јапана.[1]
- 1853 (Kaei 6): Долазак адмирала Метју Перија са његовом флотом „црних бродова“.[1]

## Ере владавине
Године у којима је Ијејоши владао описује у Јапану ерама. Ијејашу је владао у ерама: 
- Темпо (1830–1844)
- Кока (1844–1848)
- Каеи (1848–1854)

## У популарној култури
Токугава Ијејоши је споредни лик у мјузиклу „Пацифичке овертуре“ Стивена Сондхајма. 
У серијама и филмовима које се одвијају у Едо периоду и које приказују догађаје пре престанка изолационе политике Ијејоши се увек помиње или приказује као актуелан владар Јапана.